# 灰苞橐吾
灰苞橐吾（学名：Ligularia chalybea）是菊科橐吾属的植物，是中国的特有植物。分布在中国大陆的四川等地，生长于海拔4,700米的地区，常生于高山草原，目前尚未由人工引种栽培。